# Arabeske (Schumann)
Pour les articles homonymes, voir Arabesque.

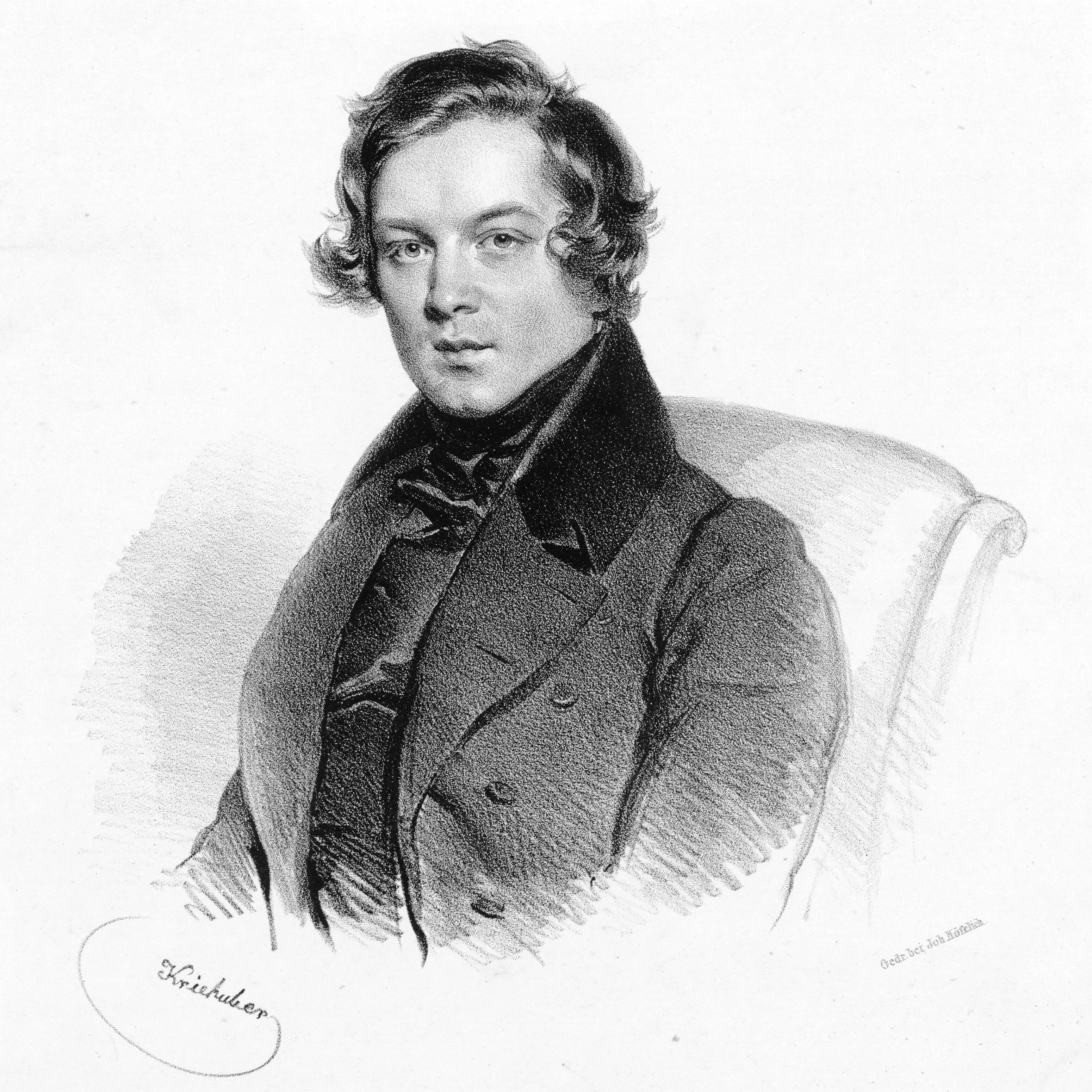
Robert Schumann en 1839.

Robert Schumann écrit son Arabeske en ut majeur, op. 18 à Vienne en 1839, alors qu'il a 29 ans. Il dédie l'œuvre à Friederike Serre, à qui il a dédié également son Blumenstück en ré bémol majeur, op. 19.

## Contexte
À l'automne de 1838, Schumann quitte Leipzig pour Vienne. Sa relation avec Clara Wieck a atteint un point de non-retour, parce que le père de Clara est farouchement opposé à tout ce qui peut interférer avec la carrière de pianiste de sa fille et désapprouve fortement Schumann comme possible gendre. Géographiquement, mais pas émotionnellement détaché de Clara, il est en mesure de communiquer avec elle uniquement par le biais de lettres et par sa propre musique. Cela a été proposé comme explication pour cette œuvre où alternent des passages nostalgiques et des épisodes plus déclamatoires plus robustes.
À Vienne, Schumann se trouve assailli par la dépression et la déception professionnelle. Néanmoins, il réussit à créer quelques compositions remarquables de grâce et de charme enjôleur, d'une écriture (comme il dit) « au style plus léger, plus féminin ». Dans sa lettre du 15 août 1839 à Ernst Becker, Schumann, caractérise à la fois l’Arabeske et Blumenstück comme « délicat — pour les dames ». Il est influencé par le livre de Christian Schubart sur l'esthétique musicale (Ideen zu einer Aesthetik der Tonkunst, Vienne 1806), dans laquelle l’ut majeur, tonalité de l’Arabeske, est identifié avec l'enfantin et le simple, reléguant les émotions plus intenses pour les tonalité diésées. Schumann écrit dans l'année de la création de l’Arabeske, « ne jamais me référer de nouveau comme un second  Jean Paul ou un Beethoven II [...] je suis prêt à être dix fois moins que les autres et seulement quelque chose à moi-même ».

## Description
Le terme « Arabeske » est ici utilisé comme une métaphore poétique, non seulement pour décrire les décorations florales, mais aussi, dans le langage de Schlegel, de proposer un système organique de fragments fluides qui transcende des formes Classiques artificielles. Schumann emploie une forme rondo modifiée, pour ramasser une forme rondo « ABACA ». Où la douceur lyrique principale de la section « A », alterne avec deux épisodes « B » plus intenses (Florestan) et « C », et un magnifique pensif Épilogue (Eusebius). La pièce se déplace doucement entre les humeurs contrastées et semble conclure avec un doux rappel de l'ouverture. Le poignant postlude — zum Schluss (« pour finir ») — qui suit, devient une délicieuse surprise.

Les indications métronomiques originales de Schumann pour cette œuvre, semblent avoir été trop rapides. Clara Schumann, plus tard les révise : Leicht und zart (« léger et tendre ») ( =126), Minore I Etwas langsamer (« un peu plus lent ») ( =112) et Minore II ( =120).